# Capito auratus
El capitán dorado, torito filigrana, barbudo negrimanchado,  cabezón turero o torito dorado (Capito auratus) es una especie de ave de la familia Capitonidae, que se encuentra en Bolivia, Brasil, Colombia, Ecuador, Perú y Venezuela,

## Overview
Vive en la canopia del bosque húmedo en la Amazonia y el piedemonte, por debajo de los 1.350 m de altitud.

## Descripción
En promedio mide 17,5 cm de longitud. Presenta frente, corona y amarilla; garganta y babero anaranjados; cara y dorso negros; partes inferiores amarillas con unos pocos puntos negros en el macho, y con múltiples puntos y estrías negros en la hembra.

## Alimentación
Se alimenta principalmente de pequeñas frutas y además de artrópodos pequeños.

## Reproducción
Construye su nido cavando huecos en troncos de árboles secos, donde la hembra pone 3 a 4 huevos blancos sobre un colchón de aserrín.